# Małgorzata Szpakowska

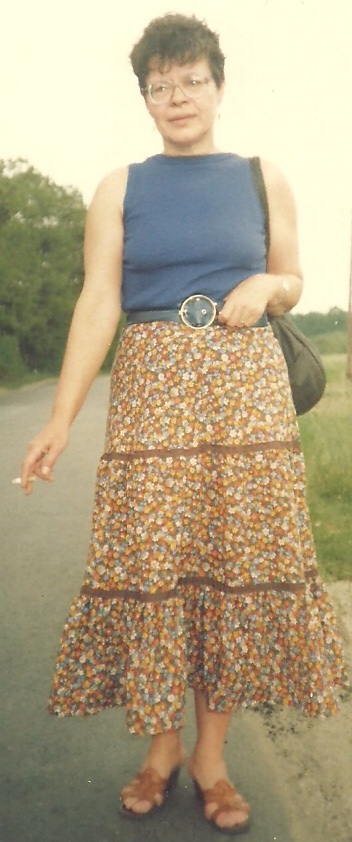
Małgorzata Szpakowska (1988), fotografiert von Andrzej Tadeusz Kijowski

Małgorzata Szpakowska (* 18. Mai 1940 in Warschau) ist eine polnische Literaturhistorikerin, Literaturkritikerin und Theaterkritikerin.

## Leben
Szpakowa legte 1957 das Abitur in Warschau ab. Anschließend studierte sie drei Semester lang Chemie an der Technischen Universität Warschau, wechselte 1959 jedoch zur Polonistik an der Universität Warschau und schloss dieses Studium 1964 ab. Daneben studierte sie von 1961 bis 1966 Philosophie. Nach ihrem Studium war sie von 1966 bis 1969 Doktorandin am Institut für Philosophie an der Universität Warschau. Im Zuge der sog. Tatra-Prozesse wurde sie im März 1969 inhaftiert und im Februar zu drei Jahren Haft verurteilt. Dank der Amnestie vom 22. Juli 1969 wurde sie im Juli 1970 aus dem Gefängnis entlassen. Daraufhin arbeitete sie bis 1972 in der Biblioteka Narodowa und wurde danach in der Redaktion der Zeitschrift Dialog angestellt, deren Essayistikteil sie bis 2002 leitete. Am Instytut Badań Literackich der Polnischen Akademie der Wissenschaften promovierte sie 1975 mit der Arbeit Teoria kultury w pismach filozoficznych i lterackich Stanisława Ignacego Witkiewicza. Im folgenden Jahr unterzeichnete sie den Memoriał 101 gegen die Verfassungsänderung sowie den Apel 172 przedstawicieli świata kultury do Sejmu PRL. Von 1981 bis 1985 war sie literarische Leiterin des Stefan-Jaracz-Theaters in Łódź. Danach dozierte sie von 1985 bis 1991 an der Staatlichen Theaterhochschule in Warschau und wechselte 1991 als wissenschaftliche Mitarbeiterin an der Fakultät für Polonistik der Universität Warschau. Dort habilitierte sie 1996 mit der Arbeit Dyskusje ze Stanisławem Lemem und wurde als außerordentlicher Professor angestellt. Zudem war sie dort Mitbegründerin des Instituts für Polnische Kultur, wo sie sich bis 2010 mit der Ideengeschichte beschäftigte. Daneben war sie von 2006 bis 2008 Jurymitglied des Nike-Literaturpreises. Sie emeritierte 2010 und leitete danach Seminare für Doktoranden. 2017 und 2018 war sie Jurymitglied des Mitteleuropäischen Literaturpreis Angelus.
Sie wohnt in Warschau.

## Publikationen
- Światopogląd Stanisława Ignacego Witkiewicza, 1976
- O kulturze i znachorach, 1983
- Dyskusje ze Stanisławem Lemem, 1996
- Zakorzenieni, wykorzenieni. O carach, wodzach i człowieku osobnym, 1997
- Chcieć i mieć. Samowiedza obyczajowa w Polsce czasu przemian, 2003
- Teatr i bruk. Szkice o krytykach teatralnych, 2006
- „Wiadomości Literackie“ prawie dla wszystkich, 2012
- Szpakowska. Outsiderka, 2013

## Auszeichnungen und Nominierungen
- 1977: Kościelski-Preis
- 2004: Longlist des Nike-Literaturpreises mit Chcieć i mieć. Samowiedza obyczajowa w Polsce czasu przemian
- 2013: Nominierung für den Literaturpreis Gdynia in der Kategorie Essayistik mit „Wiadomości Literackie“ prawie dla wszystkich
- 2014: Kazimierz-Wyka-Preis